# Взаємозамінність (економіка)
Взаємозамінність у економіці (англ. fungibility ) — така властивість блага або товару, коли окремі одиниці, по суті, є взаємозамінними.
Наприклад, оскільки один кілограм чистого золота еквівалентний будь-якого іншого кілограму чистого золота, чи то у вигляді монет, злитків або в інших станах, золото є взаємозамінним. 

## Опис
До інших взаємозамінних товарів включають нафту, акції компанії, облігації, інші дорогоцінні метали і валюти. Взаємозамінність відноситься тільки до еквівалентності кожної одиниці товару з іншими одиницями того ж товару, а не до обміну одного товару на інший, що є бартерними обміном.
Взаємозамінність відрізняється від ліквідності. Товар вважається ліквідним, якщо його можна легко обміняти на гроші або інший товар. Товар є взаємозамінним, якщо одна одиниця товару прирівняна до іншої одиниці того ж товару такого ж якості, в той же час і місце.
Примітно, що гроші взаємозамінні: одна $10 банкнота є взаємозамінною будь-якій іншій ідентичній справжній банкноті. Вона також взаємозамінна з двома $5 банкнотами, десятьма $1, або з будь-якою іншою комбінацією з банкнот і монет, що в сумі дорівнюють $10. 